# Cephalosphaera cristata
Cephalosphaera cristata är en tvåvingeart som beskrevs av José Albertino Rafael 1992. Cephalosphaera cristata ingår i släktet Cephalosphaera och familjen ögonflugor. Inga underarter finns listade i Catalogue of Life.